# آق‌قوناق، چای
اکوناک، سای (به لاتین: Akkonak, Çay) یک منطقهٔ مسکونی در ترکیه است که در استان افیون قره‌حصار واقع شده‌است.